# Браян Норман
Браян Норман молодший (англ. Brian Norman Jr.; 23 листопада 2000) — американський професійний боксер, чемпіон світу за версією WBO (2024—т.ч.) у напівсередній вазі.

## Професіональна кар'єра
18 травня 2024 року у статусі явного андердога вийшов на бій за титул «тимчасового» чемпіона світу за версією WBO у напівсередній вазі проти непереможного співвітчизника Джованні Сантіяна. Фаворит з першого раунду намагався затиснути Браяна біля канатів, але той краще рухався і добре захищався, зустрічаючи суперника аперкотами. У десятому раунді Норман аперкотом звалив Сантіяна в нокдаун. Той підвівся, але, пропустивши ще два удари знизу, опинився на канвасі. Норман став «тимчасовим» чемпіоном WBO в напівсередній вазі.
12 серпня 2024 року Теренс Кроуфорд відмовився від титулу WBO в напівсередній вазі, щоб залишитися в першій середній вазі, а Норман отримав звання повноцінного чемпіона.
В першому захисті 29 березня 2025 року нокаутував пуерториканця Деррика Куеваса.
В другому захисті 19 червня 2025 року в п'ятому раунді лівим крюком брутально нокаутував японця Дзина Сасакі. Медичне обстеження після бою показало, що Сасакі після нокауту частково втратив пам'ять.

### Таблиця боїв
| 28 перемог (22 нокаутом, 6 за рішенням), 0 поразок, 2 не відбулося |                      |                            |        |            |                 |                                              | |
| №                                                                  | Результат            | Суперник                   | Спосіб | Раунд, час | Дата            | Місце проведення                             | Примітки |
| 30                                                                 | Перемога 28–0 (2)    | Дзин Сасакі                | KO     | 5 (12)     | 19 червня 2025  | Ota City General Gymnasium, Токіо            | Захистив титул чемпіона світу за версією WBO в напівсередній вазі.                                                                             |
| 29                                                                 | Перемога 27–0 (2)    | Деррик Куевас              | TKO    | 3 (12)     | 29 березня 2025 | Fontainebleau Las Vegas, Лас-Вегас, Невада   | Захистив титул чемпіона світу за версією WBO в напівсередній вазі.                                                                             |
| 28                                                                 | Перемога 26–0 (2)    | Джованні Сантіяна          | KO     | 10 (12)    | 18 травня 2024  | Pechanga Arena, Сан-Дієго, Каліфорнія        | Завоював титул «тимчасового» чемпіона світу за версією WBO в напівсередній вазі.                                                               |
| 27                                                                 | Не відбувся 25-0 (2) | Жанельсон Фігероа Бокачика | NC     | 3 (10)     | 2 березня 2024  | Turning Stone Resort Casino Верона, Нью-Йорк | Захистив титул WBO International в напівсередній вазі. Бій припинили після того, як Бокачика отримав поріз від випадкового зіткнення головами. |